# اناند نگار
اناند نگار (به انگلیسی: Anand Nagar) یک منطقهٔ مسکونی در هند است که در آسام واقع شده‌است.

## خصوصیات
اناند نگار ۵٬۰۲۶ نفر جمعیت دارد.